# Museu del Clavegueram
El Museu del Clavegueram fou un museu barceloní, inaugurat el 1993 i tancat set anys més tard, l'any 2000. Actualment no es preveu la seva reobertura.

## Història
Inaugurat el 1993 en un edifici de propietat municipal, mentre va estar obert va ser gestionat per la Fundación Pedro García Faria, animada per Josep Ramon Clascà. Va acabar tancant l'any 2003 per manca de públic. El mateix any va patir una inundació. Més endavant, el 2005, algú va trencar vidres i porta i durant 20 dies es va saquejar el museu, fins que van arreglar els vidres.
Després de molts anys tancat i diverses queixes ciutadanes, el març de 2009 es va anunciar la previsió de reobrir-lo el 2010, amb la intenció de donar a conèixer com funciona el sistema de clavegueram de la ciutat i descobrir-ne la seva història des de l'època romana fins a l'actualitat. La intenció era basar-se en el projecte dels passadissos soterranis de París, que generen molta atracció turística. En aquell moment finalitzava la concessió a la Fundació i l'Ajuntament de Barcelona va fer pública la seva voluntat d'encarregar-se del projecte i renovar l'oferta.

## Col·lecció
En les instal·lacions es podien veure objectes com pluviòmetres de diferents èpoques, eines que van servir per construir aquesta infraestructura essencial o nous continguts relacionats amb el cicle de l'aigua.

## Ús actual
Actualment tancat, s'ha fet servir ocasionalment com a punt d'entrada o de visites guiades de la Unitat de Subsòl dels Mossos d'Esquadra

## Curiositats
- Durant el 1995 el Museu va ser temporalment customitzat com un escenari diverses pel·lícules: Viatge al centre de la terra, El tercer home i El fantasma de l'Òpera, amb motiu d'un festival que es va fer a Barcelona.[11]

- També se li va donar el nom de l'engingyer a un carrer de la Vila Olímpica de Barcelona.[4]